# Dante Lam
Pour les articles homonymes, voir Lam.
Dante Lam (林超贤 en chinois, Lín Chāoxián en hànyǔ pīnyīn), né le 1er juillet 1964, est un réalisateur, scénariste et producteur hongkongais.

## Filmographie

### Réalisateur
- 1998 : Beast Cops (野獸刑警, Yěshòu xíngjǐng) coréalisé avec Gordon Chan
- 1999 : When I Look Upon the Stars (Tian xuan di lian)
- 2000 : Option Zero (G4 te gong)
- 2000 : The Triad Zone (Kong woo giu gap)
- 2001 : Runaway (Chow tau yau liu)
- 2001 : Hit Team (Chung chong ging chaat)
- 2002 : Tiramisu (Luen oi hang sing)
- 2003 : The Twins Effect (Chin gei bin)
- 2003 : Naked Ambition (Ho ching)
- 2004 : Love on the Rocks (en) (Luen ching go gup) coréalisé avec Hing-Ka Chan
- 2004 : Heat Team (Chung on chi ma gun)
- 2006 : Undercover Hidden Dragon (Ji jern mo lai) coréalisé avec Gordon Chan
- 2008 : The Crash (証人, Ching yan)
- 2009 : Snipers, tireur d'élite (Sun cheung sau)
- 2010 : Fire of Conscience (For lung)
- 2010 : The Stool Pigeon (en) (ou The Insider) (綫人, Xiàn Rén)
- 2011 : The Viral Factor (逆战, Nì Zhàn)
- 2013 : Unbeatable (en)
- 2014 : That Demon Within
- 2015 : Po feng ( 破风, Pò fēng)
- 2016 : Operation Mekong (湄公河行動, Méigōng Hé Xíngdòng)
- 2018 : Operation Red Sea (红海行动, Hong hai xing dong)
- 2020 : The Rescue
- 2021 : La Bataille du lac Changjin (co-réalisé avec Chen Kaige et Tsui Hark)
- 2022 : La Bataille du lac Changjin 2 (co-réalisé avec Chen Kaige et Tsui Hark)
- 2023 : Bursting Point (Bao lie dian, 2023) (coréalisé avec Waihon Tong)
- 2025 : Operation Leviathan (zh)